# Guilherme Clezar
Guilherme Sarti Clezar, meglio noto come Guilherme Clezar (pronuncia portoghese [ɡiˈʎɛʁ.mi çleˈsaʁ]; Porto Alegre, 31 dicembre 1992), è un tennista brasiliano inattivo dal 2022.
Ha giocato molti tornei ATP 250, incluso l'Open del 2011 in Brasile e gioca principalmente negli ATP Challenger Tour.
Ha disputato l'Open di Francia Junior nel 2009 al fianco di Huang Liang-Chi centrando la finale, venendo poi sconfitti in due set dai croati Marin Draganja e Dino Marcan.
Tra il 2014 e il 2018 ha rappresentato per tre volte il brasile in Coppa Davis senza ottenere successi.

## Statistiche

### Singolare

#### Vittorie (7)
| Legenda tornei minori |
| Challenger (2)        |
| Futures (5)           |

| No. | Data             | Torneo                                         | Superficie  | Avversario in finale | Punteggio        |
| 1.  | 22 maggio 2011   | Brazil F14                                     | Terra rossa | Andre Miele          | 4-6, 6-3, 7–6(3) |
| 2.  | 29 maggio 2011   | Brazil F15                                     | Terra rossa | Rodrigo Guidolin     | 6-4, 1-6, 6-3    |
| 3.  | 30 ottobre 2011  | Brazil F15                                     | Terra rossa | Leonardo Kirche      | 7-5, 7–6(4)      |
| 4.  | 30 ottobre 2011  | Brazil F39                                     | Terra rossa | Fabiano De Paula     | 6-3, 6-2         |
| 5.  | 13 maggio 2012   | Rio Quente Tennis Classic, Rio Quente          | Cemento     | Paul Capdeville      | 7–6(4), 6–3      |
| 6.  | 2 settembre 2012 | Brazil F23, Juiz de Fora                       | Terra rossa | Fabiano De Paula     | 2-6, 7–6(4), 6-4 |
| 7.  | 13 maggio 2012   | Campeonato Internacional de Campinas, Campinas | Terra rossa | Facundo Bagnis       | 7–6(4), 6–3      |

### Finali perse

#### Vittorie (8)
| Legenda tornei minori |
| Challenger (5)        |
| Futures (3)           |

| No. | Data             | Torneo                                    | Superficie  | Avversario in finale | Punteggio       |
| 1.  | 1º novembre 2009 | Brazil F25, Cuiabá                        | Terra rossa | Franko Škugor        | 1-6, 6(5)–7     |
| 2.  | 21 agosto 2011   | Brazil F26, Porto Alegre                  | Terra rossa | Caio Zampieri        | 6(5)–7, 6(3)–7  |
| 3.  | 23 novembre 2014 | ATP Challenger Tour Finals, San Paolo     | Terra rossa | Diego Schwartzman    | 2-6, 3-6        |
| 4.  | 15 marzo 2015    | Santiago Challenger, Santiago del Cile    | Terra rossa | Diego Schwartzman    | 2-6, 7-5, 2-6   |
| 5.  | 24 gennaio 2016  | Rio de Janeiro Tennis Cup, Rio de Janeiro | Terra rossa | Facundo Bagnis       | 4-6, 6-4, 2-6   |
| 6.  | 23 aprile 2017   | Italy F9, Santa Margherita di Pula        | Terra rossa | Salvatore Caruso     | 3-6, 3-6        |
| 7.  | 6 agosto 2017    | Liberec Open, Liberec                     | Terra rossa | Pedro Sousa          | 4-6, 7-5, 2-6   |
| 8.  | 21 ottobre 2017  | Open Cali I, Cali                         | Terra rossa | Federico Delbonis    | 6-7(10-12), 5-7 |